# 鐵金剛勇戰魔鬼黨
《鐵金剛勇戰魔鬼黨》（英語：Thunderball）是一部1965年的諜報電影，同時也是第四部詹姆斯·邦德系列电影，為该系列首部变形宽银幕影片。辛·康納利於1983年主演的《鐵金剛勇奪巡航導彈》（Never Say Never Again）就是本片的重拍版本。

## 情節慨要
魔鬼黨的二號頭目『艾米利奧·拉果』策劃在一次訓練演習中，從英國皇家空軍演習中劫持一架火神式轟炸機，上面載了兩顆原子彈，用來向北大西洋公約組織勒索兩億美金(十萬英鎊)。幽靈黨四號頭目力比男爵聘請安吉洛·帕拉齊去偷核彈。 通過幽靈黨10號特工費歐納·沃比的幫助下，帕拉齊成功進行整容化成將會協助訓練的法國空軍杜邦上校的面貌。三人在一間療養院裡殺死杜邦，令帕拉齊敲詐力比男爵給他更多錢，幸好沃比默許行動才能繼續。訓練當日，帕拉齊成功劫持戰機，並將其降落於巴哈馬的水域內。拉果隨後把核彈偷走和殺掉想敲詐他的帕拉齊。
這時也在同一間療養院休養的占士·邦德已經發現了力比也在場，並發現了杜邦的屍體。回倫敦途中，力比嘗試殺死邦德，但是被拉果安排好的沃比殺掉以免力比暴露自己的計畫及因招聘貪婪的帕拉齊的懲罰。在倫敦大會中，所有00級特務也得悉如果幽靈黨在一週內沒收到100，000英鎊的話，美國或英國的一個主要城市會被原子彈攻擊並會被炸掉。M委派邦德到拿騷聯絡杜邦的妹妹多明諾。
在拿騷，邦德從多明諾口中知道她是拉果的情婦。之後兩人在一間賭場會面，互相暗對。那天後，邦德跟中央情報局的盟友費里克斯·萊特，同伴特工寶拉·卡寶蘭和軍需Q先生來提取這次任務需要的裝備，包括一個水底攝影機和微型水中呼吸器。 在邦德調查拉果的遊艇時，發現船下有一個艙口。第二天，邦德於晚上探訪拉果的豪宅，發現寶拉已經被抓並自殺，自己也在逃走中被追逐到一個傳統慶典中。沃比在混亂中被手下誤殺。
邦德和萊特決定搜查戰機的遺骸，發現核彈已被搬走。回到島嶼上，邦德告訴多明諾關於杜邦遭暗殺的消息，說服多明諾協助自己的任務。拉果發現多明諾在遊艇上四周搜索而囚禁她，開始把兩枚核彈運走。此時邦德也偷偷的上了船，邦德決定將核彈的位置告訴萊特後，兩人聯絡美國海軍。龐德在船上與拉果劇烈打鬥，兩方在海中和海底進行激烈的戰鬥，當拉果準備殺死邦德時，被放走的多明諾從背後用魚槍刺死拉果，兩枚核彈都成功被拿回。
最後，邦德和多明諾逃離爆炸的遊艇後被一架飛機救起。

## 製作花絮
本片原先是第一部龐德電影，但當時製作經費與技術不足，企劃就此擱置，所以改由《諾博士》開啟先河，原作伊恩·佛萊明與當時劇本創作者凱文·麥考利和傑克·威廷因為版權問題而官司不斷。
1965年2月16日正式開機，原先預定導演人選蓋·漢彌爾頓因執導《金手指》之後相當疲累，因而推掉了此片的製作，於是再次請了特倫斯·楊，動用了大批人力、前往松木片廠以及各地場景進行拍攝，水底作戰的畫面拍攝工作交由瑞可·布朗寧執行，是部龐大的鉅片，當年5月殺青。
《霹靂彈》一片的成功，讓龐德電影的知名度扶搖直上，上映前後各個市場都以龐德的商標製造商品吸引大眾目光，尤其是玩具商，顯示出龐德在當時不可小覷的影響力。本片曾有兩次再上映的紀錄，1968年與《第七號情報員續集》共同上映、1970年與《雷霆谷》共同上映，依然有相當高的票房，1974年9月美國首次在電視上播放此片，獲得高收視率。《霹靂彈》非常受到龐德影迷的歡迎，1990年龐德影迷俱樂部再次播映本片歡慶它的25週年紀念，來賓有導演特倫斯·楊、演員茉莉·彼得斯等人。

## 得獎紀錄
- 本片榮獲第38屆奧斯卡金像獎最佳視覺效果獎。

## 角色
- 詹姆斯·龐德：辛·康納利
- 多明諾：克勞迪娜·奧格爾
- 艾米利歐·拉果：阿道夫·切利
- 費歐納·沃比：盧仙娜·帕魯茲（英语：Luciana Paluzzi）
- 寶拉·卡普蘭：馬汀·比絲薇克
- 帕特·費爾林：莫莉·彼得斯（英语：Molly Peters）
- M：柏納德·李
- Q：戴斯蒙·李維林
- 錢班霓：露意絲·麥斯薇爾（英语：Lois Maxwell）
- 菲力克斯·萊特：里克·范·納特（英语：Rik Van Nutter）
- 安吉洛／杜瓦上校：保羅·薩提諾（英语：Paul Stassino）
- 力比男爵：蓋·都門（英语：Guy Doleman）
- Pinder：厄爾·卡麥隆（英语：Earl Cameron (actor)）
- 內政大臣：羅蘭·卡爾弗（英语：Roland Culver）
- Vargas：菲力普·盧克（英语：Philip Locke）
- Ladislav Kutze：喬治·普拉達（英语：George Pravda）
- Janni：邁克爾·布倫南
- Madame Boitier：蘿絲·艾芭（英语：Rose Alba）
- Group Captain：倫納德·薩克斯（英语：Leonard Sachs）
- 弗朗茨·霍貝豪塞爾（英语：Maryse Guy Mitsouko）：安東尼·道森（英语：Anthony Dawson）
- Air Vice Marshal：艾華·翁德道（英语：Edward Underdown）
- Kenniston：雷金納德·貝克維斯（英语：Reginald Beckwith）
- Madame La Porte：瑪麗蓋光子（英语：Maryse Guy Mitsouko）
- SPECTRE Number 10 (uncredited)：安德列·瑪麗安（英语：André Maranne）
- SPECTRE Number Three (uncredited)：維克多·博蒙特（英语：Victor Beaumont）
- Ground Aircrew (uncredited)：Ronald Livens
- Quist：Bill Cummings

## 拍攝地點
- 法國
- 英國
- 巴哈馬

## 電影音樂及主題曲

### 電影音樂
由約翰·貝利（John Barry）負責

### 主題曲
由湯姆·瓊斯 （Tom Jones）演唱的同名歌曲「Thunderball」

## 電視重播
2008年9月21日，亞洲電視本港台曾經重播。

## 外部連結
- MGM's official site  （页面存档备份，存于）
- Official James Bond website （页面存档备份，存于）
- Universal Export's entry on Thunderball （页面存档备份，存于）
- Thunderball Overview on James Bond Wiki （页面存档备份，存于）
- 互联网电影数据库（IMDb）上《鐵金剛勇戰魔鬼黨》的资料（英文）
- Box Office Mojo上《鐵金剛勇戰魔鬼黨》的資料（英文）
- AllMovie上《鐵金剛勇戰魔鬼黨》的资料（英文）
- 爛番茄上《鐵金剛勇戰魔鬼黨》的資料（英文）
- Metacritic上《鐵金剛勇戰魔鬼黨》的資料（英文）
- 開眼電影網上《鐵金剛勇戰魔鬼黨》的資料（繁體中文）
- 豆瓣电影上《鐵金剛勇戰魔鬼黨》的資料 （简体中文）
- 时光网上《鐵金剛勇戰魔鬼黨》的資料（简体中文）